# Хан, Норберт
Норберт Хан (нем. Norbert Hahn; 6 января 1954, Эльбингероде, ГДР) — немецкий саночник, выступавший за сборную ГДР в конце 1960-х — начале 1980-х годов. Принимал участие в двух зимних Олимпийских играх и на каждой выиграл по золотой медали: одну на играх 1976 года в Инсбруке, вторую на играх 1980 года в Лейк-Плэсиде — обе в программе мужских парных заездов. На протяжении всей карьеры наиболее удачно спортсмен выступал в паре с Хансом Ринном.
Норберт Хан является обладателем пяти медалей чемпионатов мира, в его послужном списке две золотые награды (1975, 1977), две серебряные (1973, 1979) и одна бронзовая (1978). Семь раз атлет становился призёром чемпионатов Европы, в том числе четыре раза был первым (1973, 1975, 1978, 1980) и три раза вторым (1974, 1977, 1979). Все медали на международных турнирах выигрывал в программе парных мужских состязаний.